# 競馬ニュース
競馬ニュース（けいばニュース）とは、2011年まで西日本地区で発行されていた競馬新聞である。

## 歴史
1933年（昭和8年）、大阪で創刊。この時は別の名前で、『競馬ニュース』となるのは戦後になってからである。
1946年（昭和21年）10月17日、京都競馬場で戦後初の馬券発売を伴う公認競馬が行われた。この情報を伝える新聞として、戦前からあった『競馬ニホン』『前夜通信の出馬表』『競馬フアン』と共に復刊を果たした。
昭和40年代以降は「穴のニュース」という異名が示すとおり、穴党ファンのために、ポケットマネーの馬券で穴狙いの馬券を購入することを売り物とした。
その後、競馬ニュース社は関西の同業大手競馬ブックの傘下に入る。関東では、やはりケイバブック傘下に入っていた『競馬研究』と提携していた。
2010年（平成22年）12月、同じ大阪に本拠を置くダービー社の『競馬ダービー』が休刊することになり、2011年1月から「ダービー」のスタッフが参加し事実上紙面統合がなされた。この時、競馬ブックからダービーに出向していた松本英博が出戻り、編集長になった。同時にダービーが提携していた関東ローカル紙の『勝馬』とも提携関係を結んだ。その後2012年から競馬研究とも紙面統合し、ケイバブックグループ2紙目となる全国展開の中央競馬専門紙『研究ニュース』として再スタートした。

## 放送系メディアとの関係
旧競馬ニュースは長年、関西発のラジオの競馬中継番組に関わってきた。競馬研究との合同後も中継番組への解説者派遣は続いており、2013年からはテレビの放送がBS全国放送へ移行するのに伴い、東日本のファンの前にも姿を見せるようになった。
ラジオNIKKEIでは、『中央競馬実況中継』で1965年（昭和40年）に西日本のレースの放送が始まるのと同時に解説者を派遣。重久大明（しげひさ・ひろあき）らトラックマンによる馬券指南の放送を行っていた。その後世代交代により、現在は旧競馬ファンから旧競馬ダービーを経て合流した竹中昇や、ニュース生え抜きの小宮邦裕、中西弘行らが派遣されている。

テレビでは研究ニュースへの合同後に『BSイレブン競馬中継』へ派遣を開始。ただし2019年（令和元年）までは、全員が旧競馬ダービーから本紙に一度移籍した者で占められている。